# Talal Yousef
Talal Yousef Mohammed Mahmood (24 febbraio 1975) è un ex calciatore bahreinita, di ruolo centrocampista.

## Carriera

### Club
Ha cominciato a giocare in patria, all'Isa Town. Nel 1998 è passato all'Al-Riffa. Nel 2001 è stato acquistato dal Malkiya. Nel 2002 è tornato all'Al-Riffa. Nel 2004 si è trasferito in Kuwait, all'Al-Kuwait. Nel 2007 è stato acquistato dall'Al-Qadisiya. Nel 2008 è tornato in patria, all'Al-Riffa, con cui ha concluso la propria carriera nel 2012.

### Nazionale
Ha debuttato in Nazionale nel 1998. Ha partecipato, con la Nazionale, alla Coppa d'Asia 2004 e alla Coppa d'Asia 2007. Ha fatto parte della rosa della Nazionale fino al 2009.